# Hobart Rivulet
Hobart Rivulet är ett vattendrag i Australien. Det ligger i delstaten Tasmanien, i den sydöstra delen av landet, nära delstatshuvudstaden Hobart.
I omgivningarna runt Hobart Rivulet växer i huvudsak städsegrön lövskog. Genomsnittlig årsnederbörd är 697 millimeter. Den regnigaste månaden är juli, med i genomsnitt 78 mm nederbörd, och den torraste är februari, med 41 mm nederbörd.